# Almarada
La almarada es una palabra de origen árabe. Es un arma blanca, corta, generalmente de acero, con mango de madera y semejante a un punzón de hoja cóncava. Sin filo, sólo hiere de punta sin causar una importante hemorragia externa, pudiendo causar graves daños internos. Es también conocida como "chupasangre".
También es llamada almarada o almaraz cierto tipo de aguja utilizada en la antigüedad para coser calzado.
- Datos: Q1451588